# Sfiga (singolo)
Sfiga è un singolo del rapper italiano Grido, pubblicato il 17 giugno 2022. Il brano vede la partecipazione del rapper Fabri Fibra.

## Descrizione
Il brano vede la prima collaborazione tra Grido e Fabri Fibra e prende il campionamento del verso Ti tolgo dal mio stereo perché porti sfiga contenuto nel brano Bugiardo di Fibra. Riguardo alla riappacificazione tra i rapper e il brano, Grido ha dichiarato:

## Tracce
Testi di Luca Paolo Aleotti e  Fabrizio Tarducci, musiche di Stefano Breda.
1. Sfiga (feat. Fabri Fibra) – 3:37